# Undervandsbaaden
|  | Denne artikel er oprettet af botten PalnaBot ud fra en ekstern database. Den kan derfor have sproglige fejl eller mangler. Denne skabelon kan fjernes efter kontrol af indholdet. |

Undervandsbaaden er en dansk stum spillefilm produceret af L.A. Winkel.
I filmen medvirker Ellen Jensen-Eck og Alf Nielsen samt den danske undervandsbåd Havmanden.
Filmen havde dansk biografpremiere den 18. december 1914 i Kinografen på Frederiksberggade 25 i København.